# 방송대학TV
방송대학TV(放送大學TV, 영어: Open University Network, 약칭 OUN)는 대한민국 정보통신부에서 인가받아 1996년 9월 2일 개국한 교육 텔레비전 채널로, 한국방송통신대학교의 강의들을 편성한다.
개국 초기에는 매일 오전 7시부터 다음날 오전 1시까지 18시간 방송되었고, 현재는 종일 방송을 하고 있다.

## 연혁
- 1996년 9월 2일: 케이블TV 채널 개국.
- 1999년 3월 1일: 위성 동시 송출.
- 2002년 3월 1일 디지털 위성방송(KT스카이라이프) 송출 시작
- 2005년 9월 10일 이러닝 국제교류 홈페이지 개설
- 2008년 6월 22일 라디오 강의 송출 종료.
- 2008년 11월 17일 KT IPTV(당시 메가tv) 송출 시작
- 2009년 3월 1일 SK브로드밴드 IPTV(당시 브로드앤tv) 송출 시작
- 2009년 3월 9일 모바일 러닝(U-KNOU) 개시.
- 2010년 11월 30일 HD제작 시스템 구축.
- 2012년 3월 13일 U-KNOU PLUS 개시(개선된 모바일 러닝 서비스)
- 2018년 3월 13일 U-CAMPUS 사이트 오픈(온라인 학습 포털 사이트)

## 같이 보기
- KBS 제1라디오
- KBS 제2라디오
- EBS FM
- MBC FM4U
- CBS 음악FM
- BBS FM
- TBS FM
- YTN
- 시민방송
- 상생방송